# Paramussardiana quadricostata
Paramussardiana quadricostata är en skalbaggsart som först beskrevs av Stefan von Breuning 1978.  Paramussardiana quadricostata ingår i släktet Paramussardiana och familjen långhorningar. Inga underarter finns listade i Catalogue of Life.